# Komary (rejon wilejski)
Komary (biał. Камары, ros. Комары) – wieś na Białorusi, w obwodzie mińskim, w rejonie wilejskim, w sielsowiecie Krzywe Sioło.

## Historia
W czasach zaborów wieś w gminie Kurzeniec, w powiecie wilejskim, w guberni wileńskiej Imperium Rosyjskiego. W 1865 roku liczyła 17 dusz rewizyjnych.
W latach 1921–1945 wieś leżała w Polsce, w województwie wileńskim, w powiecie wilejskim, w gminie Kurzeniec.
Według Powszechnego Spisu Ludności z 1921 roku zamieszkiwały tu 83 osoby, 1 była wyznania rzymskokatolickiego a 82 prawosławnego. Jednocześnie 1 mieszkaniec zadeklarował polską a 82 białoruską przynależność narodową. Było tu 14 budynków mieszkalnych. W 1931 w 17 domach zamieszkiwało 96 osób.
Wierni należeli do parafii rzymskokatolickiej w Kurzeńcu i prawosławnej w Rzeczkach. Miejscowość podlegała pod Sąd Grodzki w Wilejce i Okręgowy w Wilnie; właściwy urząd pocztowy mieścił się w Wilejce.
W wyniku napaści ZSRR na Polskę we wrześniu 1939 miejscowość znalazła się pod okupacją sowiecką. 2 listopada została włączona do Białoruskiej SRR. Od czerwca 1941 roku pod okupacją niemiecką. W 1944 miejscowość została ponownie zajęta przez wojska sowieckie i włączona do Białoruskiej SRR.
Do 1957 roku w sielsowiecie Rzeczki.
Od 1991 w składzie niepodległej Białorusi.